# Borisovka

Borisovka (ryska Бори́совка) är en stad i Belgorod oblast i Ryssland, och är belägen vid Dnjeprs biflod Vorskla. Folkmängden uppgick till 13 661 invånare i början av 2015.
Under 1800-talet var Borisovka känt för sina stora marknader och sitt ikonmåleri, under 1900-talet för läder- och livsmedelsindustri.